# Florentino Luís
Florentino Ibrain Morris Luís (sinh ngày 19 tháng 8 năm 1999), hay đơn giản là Florentino, là một cầu thủ bóng đá chuyên nghiệp người Bồ Đào Nha thi đấu ở vị trí tiền vệ phòng ngự cho câu lạc bộ Benfica.

## Sự nghiệp câu lạc bộ

### Khởi đầu
Sinh ra ở Bồ Đào Nha, Florentino khởi đầu sự nghiệp tại Real S.C. năm 2009. Sau khi vượt qua hệ thống trẻ của S.L. Benfica, anh ra mắt chuyên nghiệp cho đội dự bị của Benfica lúc 18 tuổi, với vai trò dự bị, trong thắng lợi 2–1 trên sân nhà trước Académico de Viseu ở LigaPro vào ngày 11 tháng 9 năm 2016.

### Benfica
Sau khi được đôn lên đội một của Benfica cùng với 3 cầu thủ khác của Benfica B vào ngày 1 tháng 2 năm 2019, Florentino đã có trận ra mắt tại Primeira Liga khi vào sân thay người ở phút 62 trong trận thắng Nacional với tỷ số 10–0 vào ngày 10 tháng 2. Bốn ngày sau, anh có trận ra mắt tại đấu trường châu Âu khi Benfica đánh bại Galatasaray 2-1 trong trận lượt đi vòng 32 đội UEFA Europa League, đây cũng chiến thắng đầu tiên của họ trên đất Thổ Nhĩ Kỳ. Florentino ghi bàn thắng đầu tiên tại Primeira Liga trong chiến thắng 4–0 trước Moreirense vào ngày 17 tháng 3 năm 2019.

### Monaco (mượn)
Florentino gia nhập AS Monaco theo hợp đồng cho mượn kéo dài một mùa giải vào ngày 25 tháng 9 năm 2020.

## Đời sống cá nhân
Florentino là người gốc Angola.

## Danh hiệu
Benfica
- Primeira Liga: 2018–19
- Campeonato Nacional de Juniores: 2017–18
- Supertaça Cândido de Oliveira: 2019
- Á quân UEFA Youth League: 2016–17

Bồ Đào Nha
- Giải vô địch bóng đá U-17 châu Âu: 2016
- Giải vô địch bóng đá U-19 châu Âu: 2018

Cá nhân
- Đội hình tiêu biểu Giải vô địch bóng đá U-17 châu Âu: 2016
- Đội hình tiêu biểu Giải vô địch bóng đá U-19 châu Âu: 2018